# داکوتا فانینگ
هانا داکوتا فنینگ (به انگلیسی: Hannah Dakota Fanning) (زادهٔ ۲۳ فوریه ۱۹۹۴) بازیگر آمریکایی است. او در سن هفت سالگی با نقش‌آفرینی در فیلم من سم هستم در سال ۲۰۰۱ درخشید.
فنینگ به عنوان یک بازیگر نوجوان در مشهورترین فیلم‌هایش یعنی مردی در آتش، جنگ دنیاها و تار شارلوت بازی کرده‌است. او برنده جوایز زیادی شده و جوان‌ترین بازیگری بوده که تاکنون کاندیدای جایزه انجمن بازیگران سینما شده‌است.

## زندگی
فانینگ در کنیرز، ایالت جورجیا زاده شده‌است. پدر او یک ورزشکار حرفه‌ای بوده که اکنون در لس‌آنجلس یک فروشنده وسایل الکترونیک است. خواهر کوچکتر او ال فانینگ، نیز یک بازیگر است. مادرش نام «هنا» و پدرش نام «داکوتا» را برای او می‌خواستند. او نام داکوتا را در بین دوستان و فامیلش به کار می‌برد. فانینگ تباری نیمه آلمانی با اصلیت ایرلندی دارد.

## زندگی شخصی
درژوئن ۲۰۱۱، فانینگ از مدرسه کمپل هال در استودیو سیتی، لس آنجلس فارغ‌التحصیل شد. او در آنجا عضو گروه هلهله چی تیم اول مدرسه بود و به عنوان «ملکه بازگشت به خانه» انتخاب شد. از سال ۲۰۱۱ تا ۲۰۱۴، او در دانشکده مطالعه فردی گالاتیم در دانشگاه نیویورک در رشته مطالعات زنان (با تمرکز بر تصویر زنان در فیلم و فرهنگ) درس خواند.
در ژانویه ۲۰۱۲، گزارش شد که قرار است فانینگ در آژانس استعدادیابی WME حضور پیدا کند اما در نهایت کار با همکاری با آژانس استعدادیابی ازبرینک خاتمه یافت. در آوریل ۲۰۱۴ اعلام شد که فانینگ به آژانس CAA رفته‌است.

## فیلم‌شناسی

### سینما

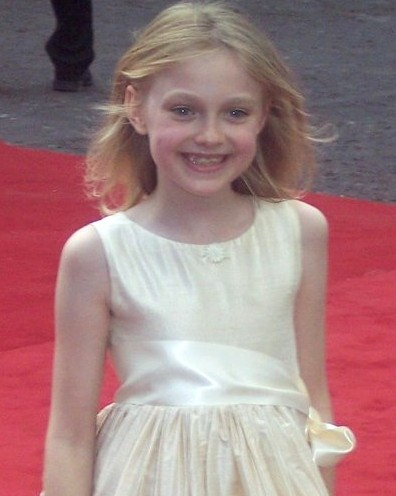
داکوتا فانینگ در فرش قرمز و فیلم جنگ دنیاها در ژوئن ۲۰۰۵

| نام فیلم                    | سال  | نقش                      |
| --------------------------- | ---- | ------------------------ |
| تامکتس                      | ۲۰۰۱ | دختر کوچک در پارک        |
| من سم هستم                  | ۲۰۰۱ | لوسی دایموند داوسن       |
| خانهٔ شیرینم آلاباما         | ۲۰۰۲ | ملانی جوان               |
| هانسل و گرتل                | ۲۰۰۲ | کیتی                     |
| به‌دام‌افتاده                 | ۲۰۰۲ |                          |
| دختران بالاشهری             | ۲۰۰۳ | رِی                       |
| گربه کلاه‌به‌سر               | ۲۰۰۳ | سالی والدن               |
| مردی در آتش                 | ۲۰۰۴ | پیتا مارتین راموس        |
| همسایه من توتورو            | ۲۰۰۴ | صداپیشهٔ ساتسوکی کوساکابه |
| قایم‌موشک                    | ۲۰۰۵ | امیلی                    |
| لیلو و استیچ ۲: مشکل استیچ  | ۲۰۰۵ | صداپیشهٔ لیلو             |
| نه زندگی                    | ۲۰۰۵ | ماریا                    |
| جنگ دنیاها                  | ۲۰۰۵ | رِیچِل فریئر               |
| خیال‌باف‌ها                   | ۲۰۰۵ | کیل کرین                 |
| تار شارلوت                  | ۲۰۰۶ | سم ویت‌ویکی               |
| سگ هاوند                    | ۲۰۰۷ | لولن                     |
| موجودات بالدار              | ۲۰۰۸ |                          |
| کورالاین                    | ۲۰۰۹ | کورالاین جونز            |
| فشار                        | ۲۰۰۹ | کیسی هولمز               |
| گرگ‌ومیش: ماه نو             | ۲۰۰۹ | جین وولتوری              |
| فراری‌ها                     | ۲۰۱۰ | چری کوری                 |
| گرگ‌ومیش: خسوف               | ۲۰۱۰ | جین وولتوری              |
| گرگ‌ومیش: سپیده‌دم - قسمت دوم | ۲۰۱۲ | جین وولتوری              |
| الان خوبه                   | ۲۰۱۲ | تسا اسکات                |
| حرکات شبانه                 | ۲۰۱۳ | دنا برائر                |
| افی گری                     | ۲۰۱۴ | افی گری                  |
| پرندهٔ زرد                   | ۲۰۱۴ | صداپیشهٔ دلف              |
| نیکوکار                     | ۲۰۱۵ | اولیویا                  |
| فرار                        | ۲۰۱۶ | لیلی                     |
| بریمستون                    | ۲۰۱۶ | لیز                      |
| نغمهٔ آمریکایی               | ۲۰۱۶ | مری لووف                 |
| فرار                        | ۲۰۱۶ | لیلی                     |
| لطفاً حاضر باش               | ۲۰۱۷ | وندی                     |
| حباب شیشه                   | ۲۰۱۸ | استر گرینوود             |
| هشت یار اوشن                | ۲۰۱۸ | پنه‌لوپه استرن            |
| روزی روزگاری در هالیوود     | ۲۰۱۹ | لینته فرومه              |
| عزیز دل                     | ۲۰۱۹ | لیلی ابدال               |
| وینا و فانتوم‌ها             | ۲۰۲۰ | وینا                     |
| برابرساز ۳                  | ۲۰۲۳ | اما کالینز               |
| نگهبانان                    | ۲۰۲۴ | مینا                     |

### تلویزیون
| سال  | عنوان              | نقش                      | قسمت                           |
| ---- | ------------------ | ------------------------ | ------------------------------ |
| ۲۰۰۰ | بخش فوریت‌های پزشکی | دلیا چدسی                | قسمت: "دورترین سال"            |
| ۲۰۰۰ | الی مک‌بل           | الی (۵ساله)              | قسمت: "تقریباً موزیکال"         |
| ۲۰۰۰ | داروی قوی          | دختر ادی                 | قسمت: "تصورات غلط"             |
| ۲۰۰۰ | سی‌اس‌آی             | برندا کالینز             | قسمت: "قطره‌های خون"            |
| ۲۰۰۰ | عمل                | السا انگل                | قسمت: "معامله"                 |
| ۲۰۰۰ | شهر چرخش           | سیندی                    | قسمت: "داستان اسباب بازی"      |
| ۲۰۰۱ | دنیای مالکوم       | امیلی                    | قسمت: "همسایه‌های جدید"         |
| ۲۰۰۱ | فیتزجرالدهای مبارز | مری                      | قسمت آزمایشی                   |
| ۲۰۰۱ | فمیلی گای          | دختر کوچولو              | قسمت: "عشق و مرگ در دیکسی"     |
| ۲۰۰۱ | الن‌شو              | کودکی الن                | قسمت: "جاماندن از اتوبوس"      |
| ۲۰۰۲ | ربوده شده          | الی کیز                  | ۱۰ قسمت (۶ قسمت تنها صدا)      |
| ۲۰۰۴ | لیگ عدالت نامحدود  | صداپیشه کودکی واندر وومن | قسمت: "کارهای بچه‌ها"           |
| ۲۰۰۴ | فرندز              | مکنزی                    | قسمت: "فردی با شاهزاده کنسولا" |
| ۲۰۱۸ | روان‌پزشک           | سارا هووارد              | [ ۷ ]                          |
| ۲۰۲۴ | ریپلی              | مارج شروود               | مینی‌سریال                      |

## دانستنی‌ها
- داکوتا در مقابل بازیگران بزرگی همچون رابرت دنیرو، شان پن و دنزل واشینگتن درخشیده‌است.
- بازی در فیلم نگهبان خواهر من به داکوتا و خواهرش ال فانینگ پیشنهاد شده بود، اما چون در فیلم‌نامه آمده بود که حتماً باید سر و ابروهای خود را از ته بتراشند، هر دو این پیشنهاد را رد کردند.
- در فیلم فراری‌ها تمام ترانه‌های فیلم را با صدای خود خواند و مورد تحسین بسیاری از اهالی موسیقی راک قرار گرفت.
- در فیلم الان خوبه مجبور شد از کلاه گیس استفاده کند.
- از هنرهای دیگر داکوتا می‌توان به زدن پیانو و ویولن، بافندگی، سوارکاری و رقص باله اشاره کرد.
- در دنیای مجازی جزو بازیگرانی به‌شمار می‌رود که بیشترین وب سایت‌های طرفداران را به خود اختصاص داده‌است و به گفته خودش از این قضیه بسیار خوشحال است و به خود افتخار می‌کند.
- او تا به حال از تام کروز، دنزل واشینگتن، رابرت دنیرو، کرت راسل و شان پن هدیه گرفته‌است.
- دنزل واشینگتن در مورد داکوتا فانینگ می‌گوید: «در تمام دوران بازیگری‌ام تنها دوبار به یاد می‌آورم که مبهوت بازی طرف مقابلم شده باشم. یک بار وقتی با جین هاکمن همبازی شده بودم و بار دیگر وقتی در مقابل داکوتا فانینگ بازی می‌کردم»